# Xylotoles apicicauda
Xylotoles apicicauda là một loài bọ cánh cứng trong họ Cerambycidae.